# Іпіранга (річка, Пара)
Іпіранга (порт. Rio Ipiranga; англ. Ipiranga River) — річка в штаті Пара на півночі центральної Бразилії, ліва притока річки Ірірі.
Річка бере початок у біологічному заказнику Серра-ду-Качімбо площею 3421,92 км² (342 192 га), природоохоронній одиниці, яка суворо охороняється державою, заснованій у 2005 році. Це місце вважається одним з витоків річки Шінгу.